# Acalolepta javanica
Acalolepta javanica är en skalbaggsart som först beskrevs av Stefan von Breuning 1935.  Acalolepta javanica ingår i släktet Acalolepta och familjen långhorningar. Inga underarter finns listade i Catalogue of Life.